# Coupe de la Ligue française masculine de handball 2017-2018
Navigation
Coupe de la Ligue 2016-2017 Coupe de la Ligue 2018-2019
La Coupe de la Ligue française masculine de handball 2017-2018 est la 17e édition de la compétition, organisée par la Ligue nationale de handball.
Le Paris Saint-Germain, tenant du titre, remporte sa deuxième victoire dans la compétition en battant en finale le Fenix Toulouse Handball.

## Modalités
Les quatre équipes qualifiées pour le Trophée des champions (PSG, Montpellier, Nantes et St Raphaël) sont exemptées d'un tour et directement qualifiées pour les huitièmes de finale. En revanche, les quatorze équipes de Proligue (D2) et les dix autres équipes du Championnat de France sont engagés en seizièmes de finale. Ces équipes sont réparties en deux groupes de tirage, les clubs de Proligue d’un côté, les clubs de Lidl Starligue de l’autre et le tirage s’est effectué comme suit : « Les équipes sont tirées par paires afin de déterminer chaque rencontre. Sont alternativement tirées au sort, dans cet ordre, une équipe du groupe n°2 puis une équipe du groupe n°1 et ceci jusqu’à ce que toutes les équipes du groupe n°1 aient été tirées au sort. Il est procédé ensuite au tirage au sort entre les 4 équipes restantes du groupe n°2 afin de déterminer les 2 rencontres restantes. Pour chaque paire de clubs tirée au sort, l’équipe tirée au sort en premier reçoit. »
Les 12 vainqueurs rejoignent en quarts de finale les 4 clubs ayant participé au Trophée des champions. Viennent ensuite les quarts de finale puis un final four (demi-finales et finale) disputé au cours d'un même week-end.
Remarque : à chaque tour, les rencontres sont déterminées par tirage au sort intégral
Le vainqueur est qualifié pour la Coupe de l'EHF (C3), mais si à l'issue du championnat de France, le club concerné est également qualifié en Ligue des champions, la place en Coupe de l'EHF  sera réattribuée en fonction du classement dudit championnat.

## Résultats

### Premier tour
Le tirage au sort de ce premier tour s'est déroulé le 13 juin lors de l'Assemblée Générale de la LNH :
| Date      | Club recevant                 | Score     | Club visiteur                   | Rapport          |
| --------- | ----------------------------- | --------- | ------------------------------- | ---------------- |
| 7/09/2017 | US Créteil (D2)               | 24 – 29   | Chambéry SMB HB                 | Feuille de match |
| 8/09/2017 | Limoges Hand 87 (D2)          | 23 – 34   | Massy Essonne Handball          | Feuille de match |
| 8/09/2017 | Nancy MHB (D2)                | 29 – 37   | Tremblay-en-France Handball     | Feuille de match |
| 8/09/2017 | Billère Handball (D2)         | 16 – 24   | Dunkerque HGL                   | Feuille de match |
| 8/09/2017 | Caen Handball (D2)            | 21 – 28   | Pays d'Aix UC                   | Feuille de match |
| 8/09/2017 | Istres Provence HB (D2)       | 29 – 27   | USAM Nîmes Gard                 | Feuille de match |
| 8/09/2017 | Besançon GBDH (D2)            | 29 – 32   | Fenix Toulouse Handball         | Feuille de match |
| 8/09/2017 | Dijon MHB (D2)                | 39ap – 37 | Saran Loiret Handball           | Feuille de match |
| 8/09/2017 | Chartres MHB 28 (D2)          | 23 – 29   | Cesson Rennes MHB               | Feuille de match |
| 8/09/2017 | JS Cherbourg (D2)             | 24 – 31   | Pontault-Combault Handball (D2) | Feuille de match |
| 8/09/2017 | Sélestat Alsace Handball (D2) | 31 – 21   | Saint-Marcel Vernon (D2)        | Feuille de match |
| 9/09/2017 | Cavigal Nice (D2)             | 29 – 27   | US Ivry                         | Feuille de match |

Parmi les résultats notables, trois clubs de Proligue ont éliminé un club de Starligue : l'Istres Provence Handball vainqueur de l'USAM Nîmes Gard 29 à 27, le Dijon Métropole Handball vainqueur du Saran Loiret Handball 39 à 37 après prolongation et le Cavigal Nice vainqueur de l'US Ivry 29 à 27.

### Huitièmes de finale
Le tirage au sort de ce premier tour s'est déroulé le 11 septembre.
Parmi les matchs notables, on peut remarquer les oppositions entre le HBC Nantes et le Saint-Raphaël Var Handball et entre le Sélestat Alsace Handball et le Cavigal Nice Handball, tous deux clubs de Proligue :
| Date       | Club recevant                 | Score     | Club visiteur                   | Rapport          |
| ---------- | ----------------------------- | --------- | ------------------------------- | ---------------- |
| 21/10/2017 | Pays d'Aix UC                 | 28 – 26   | Cesson Rennes MHB               | Feuille de match |
| 21/10/2017 | Chambéry SMB HB               | 31 – 33ap | Istres Provence Handball (D2)   | Feuille de match |
| 21/10/2017 | Dijon Métropole Handball (D2) | 28 – 40   | Montpellier Handball            | Feuille de match |
| 21/10/2017 | HBC Nantes                    | 33 – 28   | Saint-Raphaël VHB               | Feuille de match |
| 21/10/2017 | Paris Saint-Germain           | 30 – 23   | Pontault-Combault Handball (D2) | Feuille de match |
| 21/10/2017 | Sélestat Alsace Handball (D2) | 37 – 26   | Cavigal Nice (D2)               | Feuille de match |
| 21/10/2017 | Fenix Toulouse Handball       | 27 – 20   | Massy Essonne Handball          | Feuille de match |
| 21/10/2017 | Tremblay-en-France Handball   | 36 – 37ap | Dunkerque HGL                   | Feuille de match |

Parmi les résultats, on peut noter la victoire d'Istres Provence Handball, club de ProLigue, sur le terrain du Chambéry Savoie Mont Blanc Handball qui confirme son difficile début de saison (6 défaites en 6 match de championnat). Les autres résultats sont conformes à la hiérarchie, même si le Dunkerque Handball Grand Littoral (4e en championnat) a du passer par les prolongations pour s'imposer chez le promu du Tremblay-en-France Handball (11e en championnat).

### Quarts de finale
Le tirage au sort des quarts de finale s'est déroulé le 26 octobre.
Parmi les matchs notables, on peut remarquer l’opposition entre le Paris Saint-Germain et HBC Nantes, les deux principaux favoris pour les titres de la saison.
| Date       | Club recevant                 | Score   | Club visiteur                 | Rapport          |
| ---------- | ----------------------------- | ------- | ----------------------------- | ---------------- |
| 14/12/2017 | Paris Saint-Germain           | 35 – 33 | HBC Nantes                    | Feuille de match |
| 13/12/2017 | Fenix Toulouse Handball       | 31 – 30 | Montpellier Handball          | Feuille de match |
| 13/12/2017 | Dunkerque HGL                 | 35 – 28 | Sélestat Alsace Handball (D2) | Feuille de match |
| 13/12/2017 | Istres Provence Handball (D2) | 34 – 30 | Pays d'Aix UC                 | Feuille de match |

### Phase finale
La phase finale (Final Four) se déroule au cours d'un même week-end, les 17 et 18 mars 2018, au Palais omnisports Les Arènes de Metz.
|  | Demi-finales                  | Demi-finales            |                     |    | Finale              | Finale              |
|  | Demi-finales                  | Demi-finales            |                     |    | Finale              | Finale              |
|  |                               |                         |                     |    |                     |                     |
|  | 17 mars 2018, 15h30           | 17 mars 2018, 15h30     |                     |    | 18 mars 2018, 16h00 | 18 mars 2018, 16h00 |
|  | 17 mars 2018, 15h30           | 17 mars 2018, 15h30     |                     |    | 18 mars 2018, 16h00 | 18 mars 2018, 16h00 |
|  | Paris Saint-Germain           | 33                      |                     |    | 18 mars 2018, 16h00 | 18 mars 2018, 16h00 |
|  | Paris Saint-Germain           | 33                      |                     |    | 18 mars 2018, 16h00 | 18 mars 2018, 16h00 |
|  | Dunkerque HGL                 | 26                      |                     |    | 18 mars 2018, 16h00 | 18 mars 2018, 16h00 |
|  | Dunkerque HGL                 | 26                      | Paris Saint-Germain | 40 |                     |                     |
|  | 17 mars 2018, 18h00           |                         | Paris Saint-Germain | 40 |                     |                     |
|  |                               | Fenix Toulouse Handball | 30                  |    |                     |                     |
|  | Istres Provence Handball (D2) | Fenix Toulouse Handball | 30                  | 30 |                     |                     |
|  | Istres Provence Handball (D2) |                         |                     | 30 |                     |                     |
|  | Fenix Toulouse Handball       | 31                      |                     |    |                     |                     |
|  | Fenix Toulouse Handball       | 31                      |                     |    |                     |                     |

#### Demi-finales
| 17 mars 2018 15h30 | Paris Saint-Germain    | 33 - 26      | Dunkerque HGL     | Les Arènes, Metz Affluence : 4 000 Arbitrage : Olivier Buy, Sébastien Duclos |
| 17 mars 2018 15h30 | L. Karabatic, Hansen 6 | (17 - 11)    | Florian Billant 7 | Les Arènes, Metz Affluence : 4 000 Arbitrage : Olivier Buy, Sébastien Duclos |
| 17 mars 2018 15h30 | ×3 ×2                  | LNH Handzone | ×3 ×2             | Les Arènes, Metz Affluence : 4 000 Arbitrage : Olivier Buy, Sébastien Duclos |

À la faveur de sa victoire sans trembler décrochée face à Dunkerque (33-26), Paris va pouvoir défendre son titre. Entamant la rencontre pied au plancher (4-1, 8e), bien placés défensivement, les Parisiens déroulent leur jeu de l'autre côté du terrain, en mettant notamment en valeur le bras gauche de Nedim Remili, auteur finalement de 5 buts (10-6, 17e). Devant son public, le messin Baptiste Butto a beau déployer des trésors d'inventivité (5 buts en première période), l'USDK ne peut empêcher son adversaire de s'échapper avec une avance de six buts à la pause (17-11). Au retour des vestiaires, grâce à un Thierry Omeyer plus que vigilant dans son but (15 arrêts à 40% à la fin du match), l'écart continue à grandir (22-13, 38e puis 28-17, 48e). La fin de match est jouée en mode « détente » avec nombreuses rotations pour conclure la victoire du PSG 33 à 26.
| 17 mars 2018 18h00 | Istres Provence Handball (D2) | 30 - 31      | Fenix Toulouse Handball | Les Arènes, Metz Affluence : 4 000 Arbitrage : Thierry Dentz, Denis Reibel |
| 17 mars 2018 18h00 | Branko Kankaras 6             | (15 - 17)    | Jordan Bonilauri 8      | Les Arènes, Metz Affluence : 4 000 Arbitrage : Thierry Dentz, Denis Reibel |
| 17 mars 2018 18h00 | ×3 ×4                         | LNH Handzone | ×3 ×4                   | Les Arènes, Metz Affluence : 4 000 Arbitrage : Thierry Dentz, Denis Reibel |

Après avoir éliminé trois clubs de StarLigue, Istres, leader de ProLigue échoue de peu à battre Toulouse et ainsi à se retrouver à nouveau en finale, neuf ans après sa victoire dans la compétition. Après un début de match accroché (5-5, 7e), Toulouse creuse un premier écart grâce notamment à un Ferrán Solé diabolique (9-13, 22e). Pas de quoi décourager les joueurs de Gilles Derot qui, sans complexe, à l'image de son pivot, Branko Kankaras (6 buts), insaisissable au cœur de la défense du Fenix recollent au score (15-15, 29e), même s'ils retournent finalement au vestiaire avec un déficit de deux buts (15-17, mi-temps). Les hommes de Philippe Gardent prennent à nouveau trois buts d'avance (20-23, 40e), mais les Istréens, emmenés par le feu-follet Guillaume Crépain, ne lâchent rien à l'approche du  money-time (25-25, 50e puis 28-28, 55e). Deux arrêts de Yassine Idrissi sur sept mètres puis à l'aile à la dernière seconde et un but de Ferrán Solé permettent finalement au Fenix de se qualifier au forceps (31-30).

#### Finale
| 18 mars 2018 16h00 | Paris Saint-Germain | 40 - 30      | Fenix Toulouse Handball | Les Arènes, Metz Affluence : 4 000 Arbitrage : Stevann Pichon, Laurent Reveret |
| 18 mars 2018 16h00 | Nikola Karabatic 8  | (20 - 15)    | Ferrán Solé 9           | Les Arènes, Metz Affluence : 4 000 Arbitrage : Stevann Pichon, Laurent Reveret |
| 18 mars 2018 16h00 | ×2 ×6               | LNH Handzone | ×1                      | Les Arènes, Metz Affluence : 4 000 Arbitrage : Stevann Pichon, Laurent Reveret |

Face à l'ogre parisien, Toulouse entame la rencontre avec les meilleures intentions que la veille contre Istres : l'option tactique proposée par Philippe Gardent est, en attaque, de sortir son gardien de but pour faire rentrer un second pivot. Ce choix perturbe dans un premier temps la défense parisienne (8-9, 12e) avant que le PSG ne s’adapte en passant en 5-1 pour perturber les trajectoires de passe et s’offrir des buts faciles dans le but vide (16-11, 22e). Un éclat qui met en difficulté le Fenix, qui parvient tout de même à stabiliser l’écart avant de rentrer aux vestiaires (20-15, mi-temps). 
Le travail de sape des Parisiens, symbolisé par l’inoxydable Nikola Karabatic (8 buts à la fin du match), reprend toutefois au retour des vestiaires et les Toulousains concèdent un déficit de sept buts (27-20, 41e). Le coach toulousain lâche alors sa dernière carte : la défense à deux joueurs avancés. Une tentative vaine face à la puissance francilienne et le PSG gère tranquillement son pécule dans le dernier quart d’heure (32-25, 50e) avant de terminer sur un +10 (40-30) : derrière le Montpellier Handball et ses dix titres, Paris devient la deuxième équipe à remporter la Coupe de la Ligue plus d'une fois.

## Vainqueur
| Vainqueur de la Coupe de la Ligue 2017-2018 Paris Saint-Germain 2e victoire |